# Cynips quercusfolii
Cynips quercusfolii är en stekelart som beskrevs av Carl von Linné 1758. Cynips quercusfolii ingår i släktet Cynips, och familjen gallsteklar. Enligt den finländska rödlistan är arten sårbar i Finland. Arten är reproducerande i Sverige. Artens livsmiljö är lundskogar.

## Bildgalleri

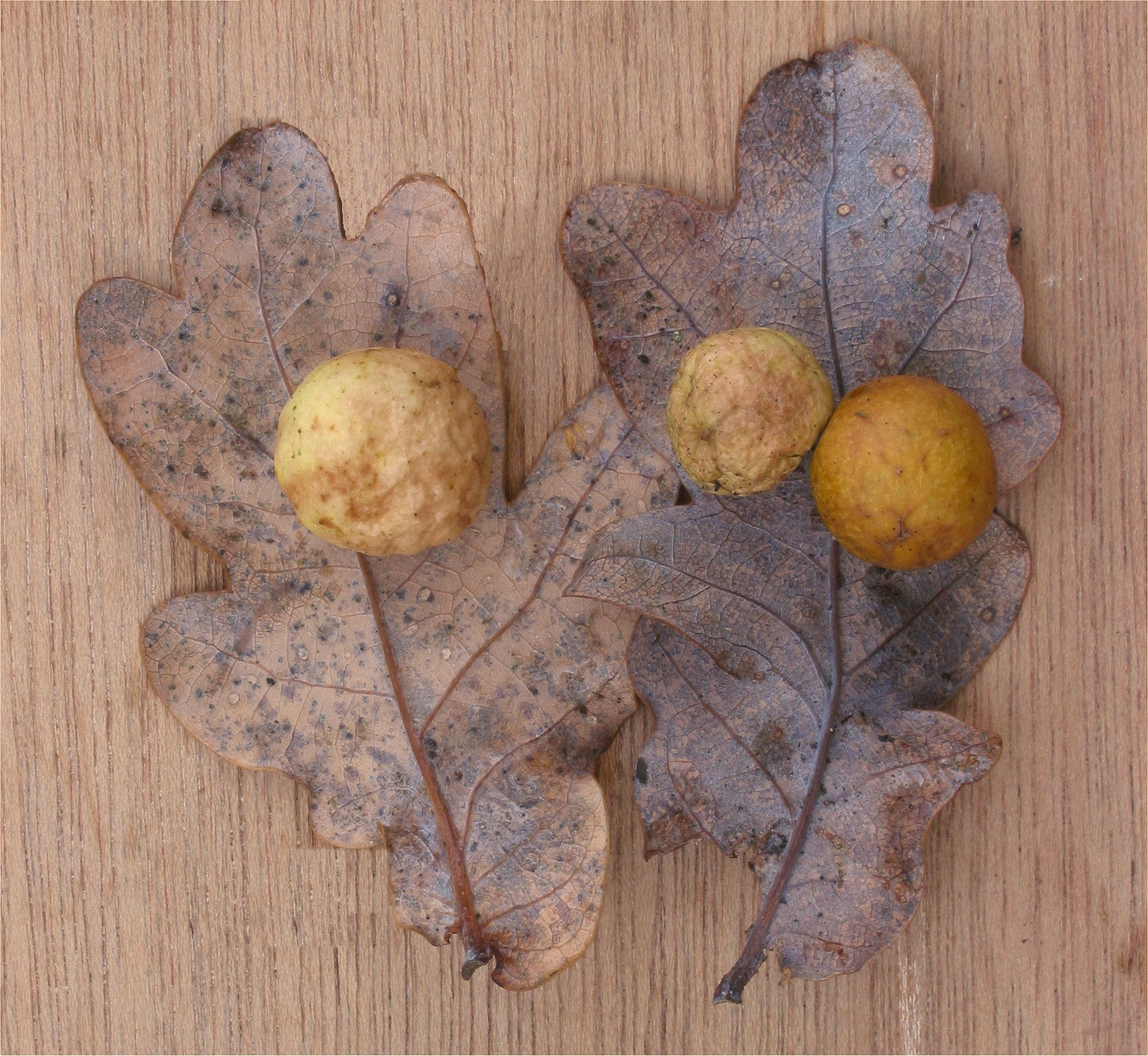
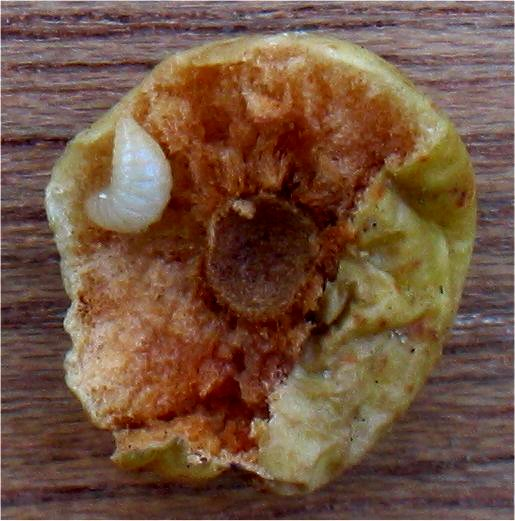